# Waihee-Waiehu
Waihee-Waiehu – jednostka osadnicza w Stanach Zjednoczonych, w hrabstwie Maui.